# Juan Trigos Senties
Juan Trigos S (Città del Messico, 23 novembre 1941) è un romanziere, drammaturgo e critico letterario messicano.

## Biografia
Ha studiato composizione e chitarra nel Conservatorio Nazionale di Musica e teatro nell'Accademia Andrés Soler de la ANDA. Ha lavorato in agenzie pubblicitarie e composto musiche per film. Collaboratore della rivista Mester, del periodico Excélsior e della Revista Mexicana de Cultura (Rivista Messicana di Cultura), del supplemento del quotidiano El Nacional .

## Stile
Sia i suoi romanzi che le sue opere di teatro sono scritte in un genere letterario chiamato Hemoficcón ("Emofinzione"). Si tratta di una corrente estetica seria per i contenuti, ma molto divertente che dovrebbe servire ad uscire dal manicomio quotidiano per lasciare posto alla riflessione interna. Nelle sue opere affronta argomenti fondamentali per il genere umano come quello della “corruzione” dell'anima provocata dall'applicazione dei modelli imposti dalla società. Nelle trame esce dalle convenzioni creando situazioni estreme che se per i personaggi sono estremamente drammatiche per il lettore o per il pubblico risultano ridicole. Attraverso questo tipo di scrittura, Trigos attacca il conformismo e contraddice i valori obbligati allo scopo di generare una sorta di inquisizione interna per portare colui che si avvicina alla riscoperta della propria identità.
Un esempio è il testo scritto per l'opera lirica DeCachetitoRaspado (di Juan Trigos figlio) in cui i personaggi principali, Primancianita e Juansonrisa, sono sposati ed entrambi bevono e fumano marijuana perché diversamente, cioè nel pieno delle loro facoltà, non si sopporterebbero. Lui cerca di fuggire di casa ma ritorna sempre a una fedeltà imposta. Si creano una vita immaginaria in cui sono attori, mentre nella realtà doppiano film. Immaginano di diventare genitori e, sempre nella finzione, lei partorisce due siamesi. Cercano un padrino illustre per battezzare i bambini e viene loro in mente la figura del Signore Presidente che, in astratto, è la rappresentazione vera e propria del potere. Si tratta, infatti, di un unico personaggio che racchiude in sé tutti coloro che in passato hanno ottenuto la medesima carica. I due coniugi, inoltre, ambientano questa loro vita quotidiana immaginaria, trascorsa con i loro due figli illusori, in un teatro anch'esso irreale.
Attorno a questa corrente letteraria sono nati poi generi in altre forme d'arte che hanno sviluppato il concetto in maniere differenti in pittura, musica e teatro..

## Opere
- El sótano, Latitudes, 1978.
- Contra-sujeto, Cuadernos de Estraza, 1978.
- La guillotinita, Fantasma, 1978.
- La culpa, Los Caballos de Aquiles, 1979.
- La zarpa, Costa Amic, 1980.
- El tapado, Ela, 1981.
- Leyenda de don Juan Manuel, Ela, 1981.
- La llorona, Electrocomp, 1984.
- El callejón de las ratas, Electrocomp, 1986.
- Confesión de una muerta, Electrocomp, 1987.
- Rincón de las calaveras, Electrocomp, 1987.
- Amor del bueno, Costa Amic, 1989.
- El perro bailarín, Verdehalago, 1992.

## Teatro
- El moco, FEM, 1979.
- A falta de Dios nuestro señor presidente, Verdehalago, 1992.
- De padres ausentes e hijos imaginarios, Verdehalago, 1992.
- Déjame que te mate para saber si te extraño, Verdehalago, 1992.
- Yo digo que soy yo, pero quién sabe, Verdehalago, 1992.